# Echium simplex
Echium simplex är en strävbladig växtart som beskrevs av Dc. Echium simplex ingår i släktet snokörter, och familjen strävbladiga växter. Inga underarter finns listade i Catalogue of Life.

## Bildgalleri

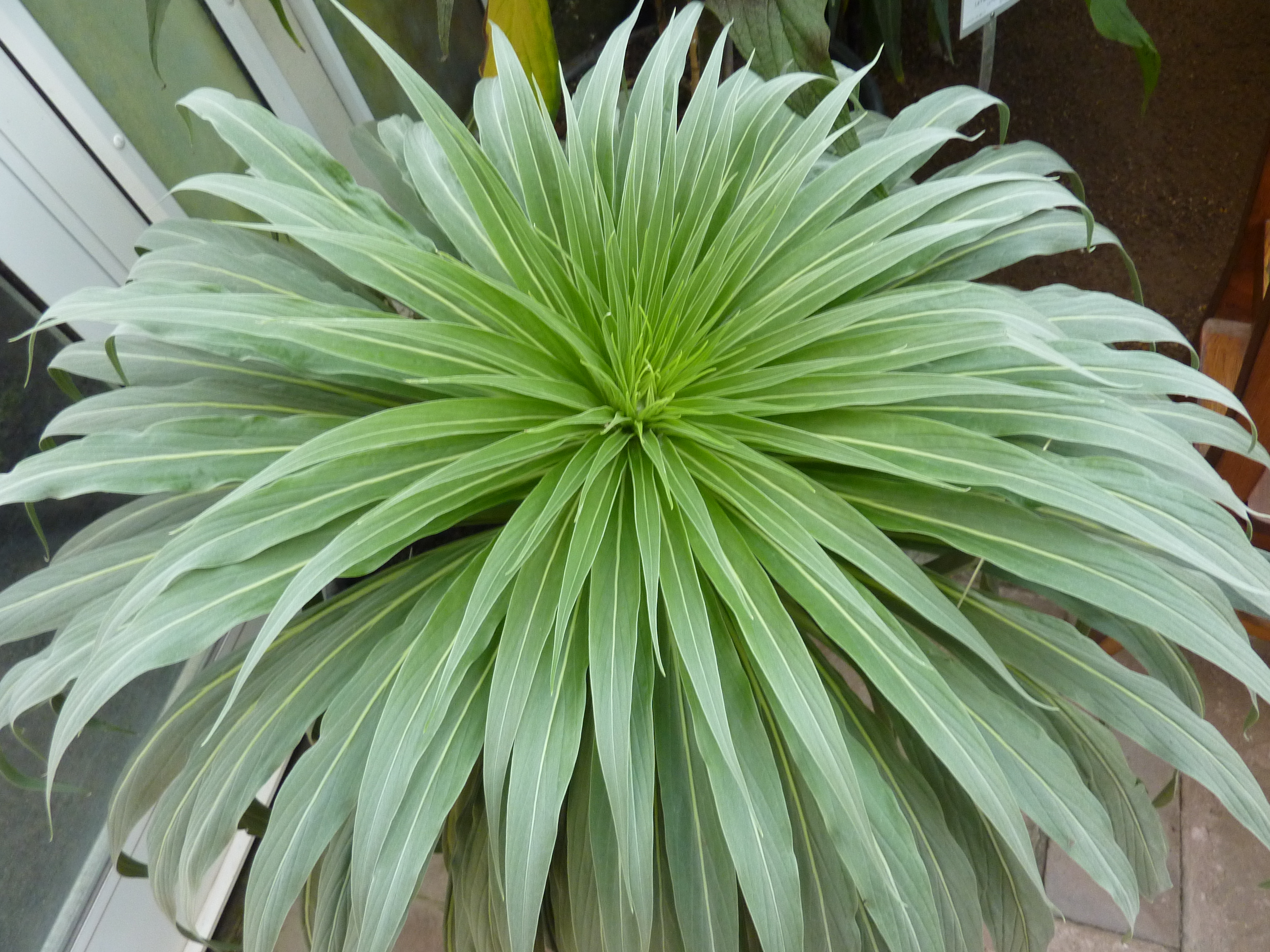
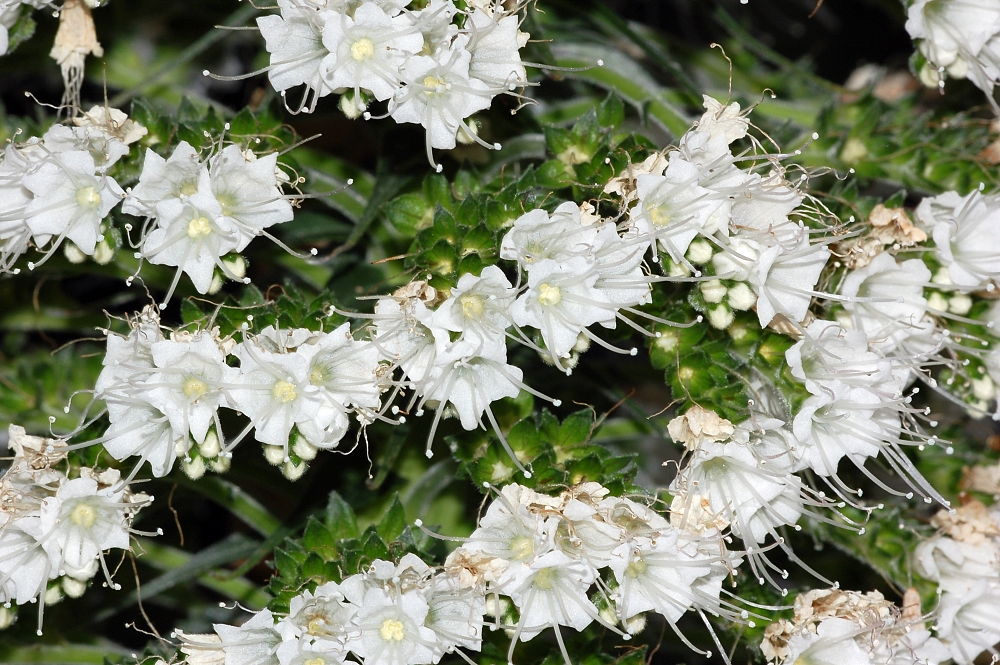
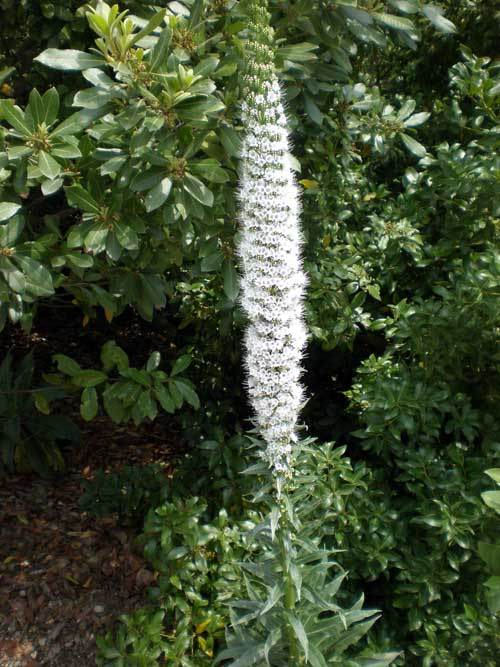
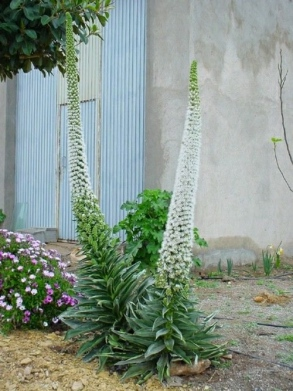
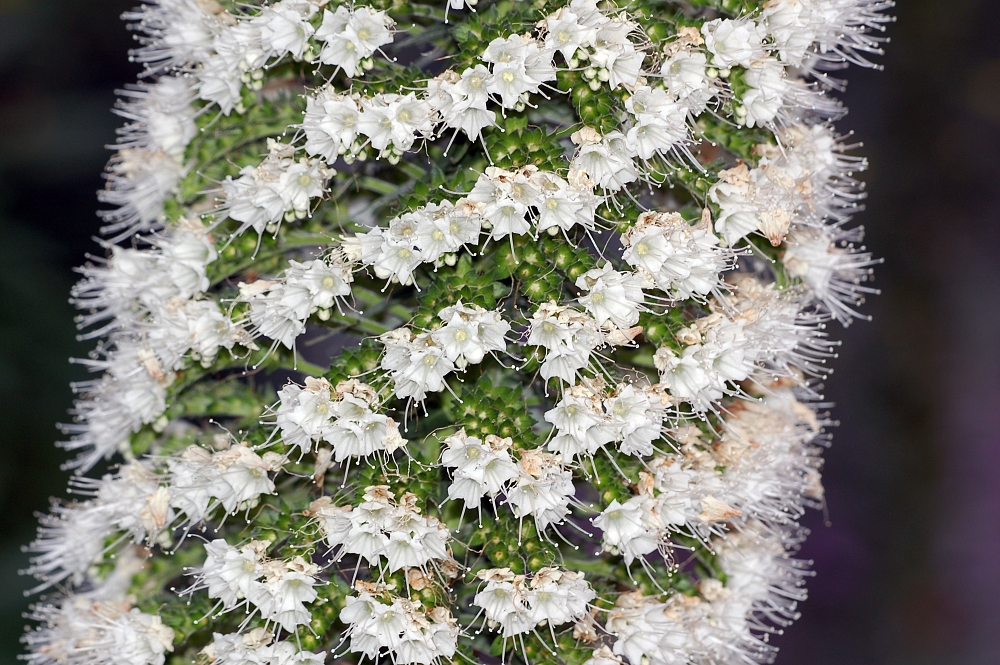
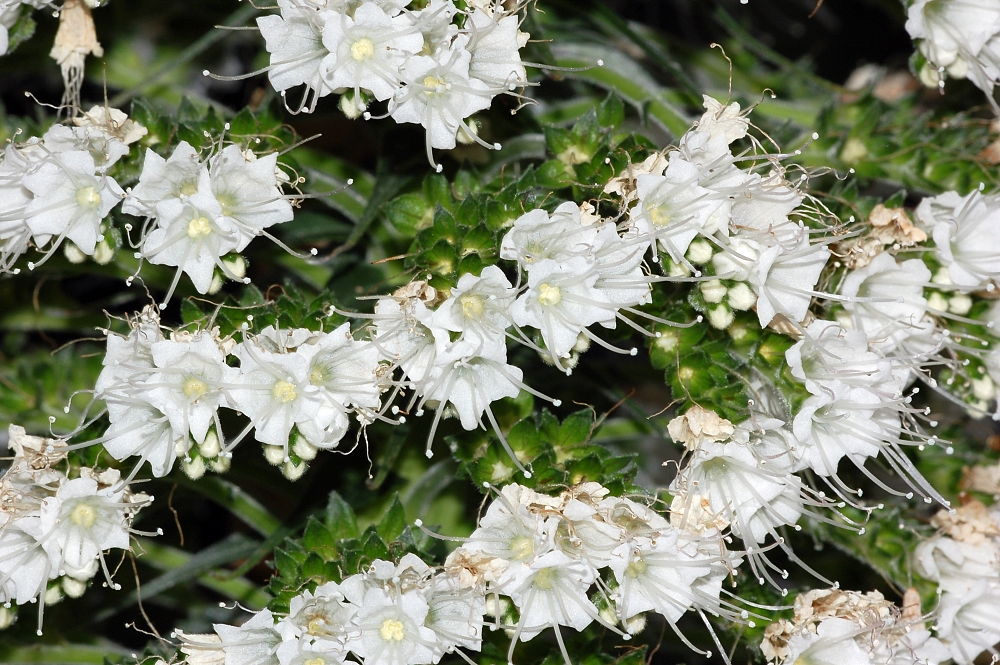